# Resolución 284 del Consejo de Seguridad de las Naciones Unidas
La resolución 284 del Consejo de Seguridad de las Naciones Unidas, adoptada el 29 de julio de 1970, decidió formular la siguiente pregunta a la Corte Internacional de Justicia por una opinión consultiva: "¿Cuáles son las consecuencias jurídicas que tiene para los Estados la continuación de la presencia de Sudáfrica en Namibia, no obstante lo dispuesto en la resolución 276 (1970) del Consejo de Seguridad?". El Consejo solicitó al Secretario General que transmitiese la resolución a la Corte, acompañada por todos los documentos que pudiesen arrojar luz sobre la cuestión.
La resolución fue aprobada con 12 votos a favor; la República Popular de Polonia, la Unión Soviética y el Reino Unido se abstuvieron.